# انبارتپه (آق‌قلا)
'انبارتپه  روستایی در دهستان آق‌التین بخش مرکزی شهرستان آق‌قلا استان گلستان ایران است.
این روستا در  قسمت شمال شرقی مرز گرگان و آق قلا  کنار رودخانه محمدآباد قراردارد
```
از روستای انبارتپه به سمت شمال ترکمن صحرا است، دارای زمین های حاصلخیزاست، کشت اکثر کشاورزان گندم، جو، نخودفرنگی،باقلا،برنج،گوجه،پنبه،دانه های روغنی کلزا و لوبیا است 
```

جمعیت اکثر روستا را  قوم بلوچ  اشترک  تشکیل داده اند تعدادی هم از طایفه اقلیتی سیستانی هم در این روستا ساکن هستند 
شغل اکثر ساکنین کشاورزی و نجاری و ساخت مبلمان است،عده ای دامدار، حرفه بیشتر ساکنین آرماتوربندی است و نوجوانان اغلب کارگر هستند و برای کار به شهر های تهران مهاجرت می کنند
پایه سرشماری عمومی نفوس و مسکن در سال ۱۳۹۵ جمعیت این مکان ۷۵۴ نفر (۳۱۹خانوار) بوده‌است.